# Burkittsville
Burkittsville és una població dels Estats Units a l'estat de Maryland. Segons el cens del 2000 tenia 171 habitants.

## Demografia
Segons el cens del 2000, Burkittsville tenia 171 habitants, 72 habitatges, i 49 famílies. La densitat de població era de 161 habitants per km².
Dels 72 habitatges en un 30,6% hi vivien nens de menys de 18 anys, en un 61,1% hi vivien parelles casades, en un 5,6% dones solteres, i en un 31,9% no eren unitats familiars. En el 26,4% dels habitatges hi vivien persones soles el 5,6% de les quals corresponia a persones de 65 anys o més que vivien soles. El nombre mitjà de persones vivint en cada habitatge era de 2,38 i el nombre mitjà de persones que vivien en cada família era de 2,92.
Per edats la població es repartia de la següent manera: un 22,8% tenia menys de 18 anys, un 2,3% entre 18 i 24, un 38,6% entre 25 i 44, un 28,1% de 45 a 60 i un 8,2% 65 anys o més.
L'edat mediana era de 40 anys. Per cada 100 dones de 18 o més anys hi havia 88,6 homes.
La renda mediana per habitatge era de 50.313 $ i la renda mediana per família de 53.125 $. Els homes tenien una renda mediana de 45.833 $ mentre que les dones 30.417 $. La renda per capita de la població era de 24.919 $. Entorn del 4,1% de les famílies i el 4,4% de la població estaven per davall del llindar de pobresa.

## Poblacions més properes
El següent diagrama mostra les poblacions més properes.